# AGC Glass Europe
 (octobre 2018).
AGC Glass Europe est un groupe international, basé à Louvain-la-Neuve, qui produit et transforme du verre plat pour la construction (vitrages extérieurs et décoration intérieure), l’automobile, les applications solaires et certaines industries spécialisées (transports - train, métro, bateau -, électroménager, applications high-tech). Il est la branche européenne du leader mondial en verre plat : le groupe japonais Asahi Glass (AGC).

## Historique

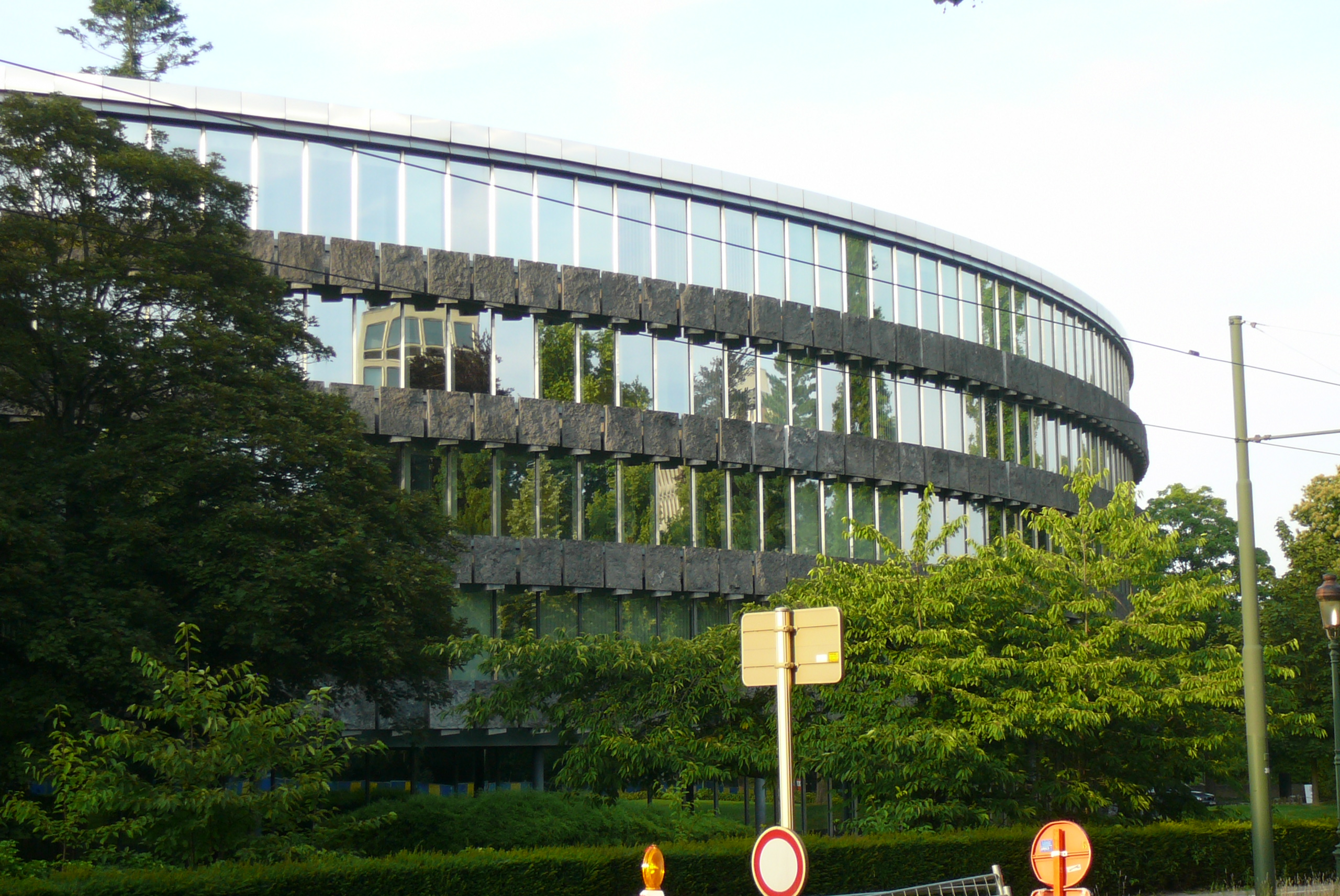
Ancien siège de Glaverbel, à Watermael-Boitsfort.

En 1961, les deux plus grands producteurs de verre plat belges : Glaver (S.A. des Glaces et Verreries du Hainaut) et Univerbel (Union des Verreries Mécaniques Belges S.A.) s'associent pour créer Glaverbel. Le 24 octobre 1967, le nouveau siège de la société est inauguré en présence du président de la Chambre, van Acker, du Premier Ministre, Vanden Boeynants et du ministre des affaires économiques, Van Offelen. En 1972, le groupe français BSN (Boussois-Souchon-Neuvesel) prend le contrôle de Glaverbel et l'intègre dans sa branche de verre plat. En 1981, BSN se sépare de sa branche de verre plat et Glaverbel est racheté par le groupe japonais Asahi Glass Company (AGC). En 1998, Glaverbel acquiert PPG Glass Industries, notamment en France et en Italie. En 2002, AGC reprend l’intégralité du groupe Glaverbel qui, en 2007, prend le nom d’AGC Flat Glass Europe, puis d’AGC Glass Europe en 2009.
Le 12 novembre 2008, la Commission européenne a condamné AGC Flat glass pour avoir pris part à une entente illicite sur le marché du verre pour l'industrie automobile avec trois de ses concurrents, qui viole les règles de la concurrence inscrites dans les traités européens. AGC Flat glass a été condamnée à verser une amende de 113,5 millions d'euros au budget européen.

## Appareil industriel
AGC Glass Europe a des bases industrielles de l'Espagne à la Russie, avec ses 18 floats, 10 centres de transformation en verre automobile et plus de 100 unités de distribution/transformation.

## Mission de la société
AGC Glass Europe développe, produit, transforme et commercialise des produits verriers qui sont utilisés dans le domaine de la construction (maisons, immeubles, etc.), des voitures (tous vitrages) ou des industries spécialisées (transports, électroménager…). Le travail des chercheurs du groupe permet d’élargir sans cesse le champ des fonctions du verre (confort, maîtrise de l’énergie, sécurité et santé, esthétique) en lui conférant des propriétés révolutionnaires. Tel le verre antibactérien qui tue 99,9 % des bactéries à son contact : très intéressant pour les lieux où l’hygiène est un facteur critique (hôpitaux, salles de sport, etc.). Ils travaillent aussi à diminuer l’empreinte écologique du groupe en améliorant l’efficacité énergétique de ses fours. Lesquels réduisent de plus en plus leur consommation d’énergie et donc leurs rejets dans l’atmosphère.

## Employés de la société
Il y a environ 13 000 personnes qui travaillent pour AGC Glass Europe.
- Jean Lemaigre, ancien bâtonnier, président de la société anonyme Glaverbel

## Implantations industrielles

### Belgique

#### Roux, ex S.A. des Glaces et Verreries du Hainaut
En 1868, le secteur verrier est l'un des piliers de la révolution industrielle Belge, notamment dans le bassin de Charleroi et à Roux qui compta cinq entreprises dans ce secteur. Si la technique fait encore largement appel aux compétences des souffleurs, véritables maîtres verriers au fort esprit corporatiste, ceux-ci deviennent de plus en plus de simples ouvriers pour des industriels capables de rassembler le capital nécessaire. Octave Houtard installe à Roux la S.A. des Glaces et Verreries du Hainaut. Cette industrialisation (notamment l'invention par l'ingénieur Martin André Opperman du four a bassin pour la fabrication de verre plat) réduit encore le rôle des souffleurs, ce qui provoque licenciements et émeutes dans les années 1880, aboutissant à la destruction de plusieurs outils industriels dont celui de Glaces et Verreries du Hainaut. 
En 1890, une nouvelle verrerie est construite sous la raison sociale « S.A. des Glaces de Charleroi ». Le secteur va alors se consolider et en 1920, « L'Union Commerciale des Glaceries Belges » regroupe cinq implantations dont celle de Roux. Elle choisira de reprendre le nom « Glaces de Charleroi » puis « Glace et Verre S.A » en 1930 puis « Glaverbel » en 1961.
L'activité du site reste centrée sur le verre plat texturé, principalement pour le secteur du bâtiment. Le site est réaffecté au verre pour panneaux photovoltaïques au début des années 2000, et le four est remis à niveau en 2007, mais la concurrence asiatique va briser cette reconversion et le site est fermé en 2014.